# Gymnarchus niloticus
A Gymnarchus niloticus a sugarasúszójú halak (Actinopterygii) osztályába az elefánthalak (Osteoglossiformes) rendjébe és a Gymnarchidae családjába tartozó Gymnarchus nem egyetlen faja.

## Előfordulása
Afrikai folyókban él (Nílus, Niger, Volta és Gambia).

## Életmódja
A Gymnarchus niloticus képes a farkát negatív töltésűvé tenni, ezáltal szimmetrikus elektromos mező alakul ki a teste körül, a mezőbe kerülő testek torzulást okoznak. A torzulást a Gymnarchus niloticus a bőrével tudja érzékelni, ennek segítségével szerzi élelmét és navigál a vízben.

## Megjelenése
Testhossza 167 centiméter, tömege 19 kilogramm.
|  |